# Болдсайханы Хонгорзул
Болдсайханы Хонгорзул (монг. Болдсайханы Хонгорзул; 27 мая 2001) — монгольская женщина-борец вольного стиля, участница Олимпийских игр.

## Карьера
В сентябре 2017 года на чемпионате мира среди кадетов в Афинах заняла 3 место. В начале апреля 2021 года в Алма-Ате она завоевала олимпийскую лицензию на азиатском отборочном турнире к Олимпиаде в Токио, победив в полуфинале Ум Джи Ин из Южной Кореи, а в финале одолела Аншу Малик из Индии. В августе 2021 года на Олимпиаде в схватке на стадии 1/8 финала одолела француженку Матильду Ривьер (7:5), а в 1/4 финала уступила японке Рисако Каваи (0:7), так как Каваи вышла в финал Болдсайханы продолжила борьбу за бронзовую медаль, в утешительной схватке одолела Фатумату Камара (10:0), а в схватке за 3 место уступила из американке Хелен Марулис (0:11) и заняла итоговое 5 место.

## Достижения
- Чемпионат Азии среди кадетов 2017 — ;
- Чемпионат мира среди кадетов 2017 — ;
- Чемпионат Азии среди кадетов 2018 — ;
- Чемпионат Азии среди молодёжи U23 2019 — ;
- Олимпийские игры 2020 — 5;